# Liste der Museen in Bayreuth
Die Liste der Museen in Bayreuth gibt einen Überblick über aktuelle und ehemalige Museen in der kreisfreien Stadt Bayreuth in Bayern.

## Aktuelle Museen
| Name                                    | Kurzbeschreibung | gegründet/ eröffnet | Träger                                          | Standort          | Bild           | Link |
| --------------------------------------- | --- | ------------------- | ----------------------------------------------- | ----------------- | -------------- | ---- |
| Archäologisches Museum Bayreuth         | Das Museum im Italienischen Bau des Neuen Schlosses zeigt Originalfunde aus Oberfranken, darunter Streitäxte der Jungsteinzeit, Tongefäße der Hallstattzeit, qualitätsvoller Bronzeschmuck des plastischen Stils der frühen Kelten und Trachtzubehör sowie Zierbeschläge des Mittelalters. | 2. Juli 1993        | Historischer Verein für Oberfranken             | Italienischer Bau |                |      |
| Brauereimuseum Maisel                   | Das Museum dokumentiert, wie sich das Brauhandwerk im Laufe der letzten vier Generationen weiterentwickelt hat, und zeigt eine Sammlung von Biergläsern und -krügen, Emailleschildern und Bierdeckeln. |                     | Brauerei Gebr. Maisel                           | Kulmbacher Straße | weitere Bilder |      |
| Deutsches Freimaurer-Museum             | Das Museum zeigt etwa 500 Exponate zum Brauchtum der Freimaurer, darunter Schürzen, Schärpen, Logenabzeichen, Medaillen und Pokale, und dokumentiert die Geschichte der Logen seit der ersten Gründung 1717 und ihre Wurzeln in den mittelalterlichen Dombauhütten. | 1902                |                                                 | Im Hofgarten      | weitere Bilder |      |
| Franz-Liszt-Museum                      | Das Museum im Sterbehaus von Franz Liszt zeigt Porträts und Büsten des Komponisten, Dokumente zu seinem Leben und Werk, aber auch Handschriften und Gegenstände aus Liszts persönlichem Besitz. | 1993                | Stadt Bayreuth                                  | Wahnfriedstraße   | weitere Bilder |      |
| Historisches Museum Bayreuth            | Das Museum in der Alten Lateinschule, dem ältesten Schulhaus Bayreuths, dokumentiert Geschichte und Kulturgeschichte der Stadt und Region Bayreuth seit dem späten Mittelalter mit dem Schwerpunkt auf der markgräflichen Epoche im 17. und 18. Jahrhundert. Zur Sammlung des Museums gehören außerdem Bayreuther Fayencen sowie Erzeugnisse der Glashütten des Fichtelgebirges und der Werkstätten der Creußener Steinzeugtöpfer. | 1996                |                                                 | Kirchplatz        | weitere Bilder |      |
| Jean-Paul-Museum                        | Das Museum zeigt Autographen des Dichters Jean Paul (1763–1825) Erstausgaben seiner Werke, Literatur aus seinem Umkreis, Porträts, weiteres Bildmaterial und Erinnerungsstücke. | 1980                |                                                 | Wahnfriedstraße   | weitere Bilder |      |
| Jean-Paul-Stube in der Rollwenzelei     | Die Stube in dem Gasthaus der Eheleute Rollwenzel, sie sie dem Dichter Jean Paul während seiner Bamberger Zeit, als er fast täglich dort einkehrte, zum ungestörten Arbeiten zur Verfügung stellten, dient mit ihrer ursprünglichen Einrichtung und weiteren Erinnerungsstücken als Gedenkstätte an den Dichter. |                     |                                                 | Rollwenzelei      | weitere Bilder |      |
| Kunstmuseum Bayreuth                    | Der Schwerpunkt der Sammlungen des Museums liegt in der Kunst des zwanzigsten Jahrhunderts. Es werden vor allem Arbeiten auf Papier verschiedener Kunstrichtungen gezeigt vom Expressionismus und Konstruktivismus bis zum Surrealismus, von der Neuen Sachlichkeit bis zur Figuration nach 1945, vom europäischen Abstrakten Expressionismus bis zu Abstraktion und Konkretion, von der Concept Art zu Fluxus und Happening.      | 1999                |                                                 | Altes Rathaus     | weitere Bilder |      |
| Museum für bäuerliche Arbeitsgeräte     | Das Museum in der Scheune eines 1745 errichteten Wohnstallhauses zeigt eine Sammlung alter bäuerlicher und hauswirtschaftlicher Arbeitsgeräte, darunter Geräte zur Feldbestellung, Wagen, Kutschen und Traktoren sowie Geräte zur Essenszubereitung und zur Konservierung von Lebensmitteln. | 1975                |                                                 | Lettenhof         | weitere Bilder |      |
| Naturkunde-Museum Lindenhof             | Das Museum zeigt die charakteristischen Lebensräume Nordbayerns mit ihrer typischen Tier- und Pflanzenwelt, veranschaulicht, wie der Mensch im Laufe der Jahrhunderte die Landschaft verändert hat, und stellt landschaftsökologische Zusammenhänge sowie Ziele des Natur- und Artenschutzes vor. |                     | Landesbund für Vogel- und Naturschutz in Bayern | Hohlmühle         |                |      |
| Porzellanmuseum Walküre                 | Das Museum der Porzellanfabrik Walküre führt in vier Stationen mit begehbaren Inszenierungen auf eine Zeitreise durch die Welt des Porzellans von 1899 bis 1999. |                     | Porzellanfabrik Walküre                         | Bürgerreuth       | weitere Bilder |      |
| Richard-Wagner-Museum                   | Das Museum in dem ehemaligen Wohnhaus Richard Wagners dokumentiert das Leben und Schaffen des Komponisten, die Geschichte der Bayreuther Festspiele und die Wirkungsgeschichte Wagners Schaffens. | 1976                | Richard-Wagner-Stiftung Bayreuth                | Haus Wahnfried    | weitere Bilder |      |
| Staatsgalerie im Neuen Schloss Bayreuth | Die Staatsgalerie im Neuen Schloss zeigt Werke der niederländischen und deutschen Malerei vom ausgehenden 17. bis in das 18. Jahrhundert, deutsche Landschaftskunst des 18. Jahrhunderts und Porträts, Genrebilder und Stillleben von Peter Jakob Horemans (1700–1776). | 2007                | Bayerische Staatsgemäldesammlungen              | Neues Schloss     | weitere Bilder |      |
| Urwelt-Museum Oberfranken               | Das Museum zeige vor allem paläontologische und mineralogische Besonderheiten Oberfrankens, darunter Fossilien von Ammoniten und Sauriern, Kristalle und Gesteine. |                     |                                                 | Kanzleistraße     | weitere Bilder |      |
| Wilhelm-Leuschner-Gedenkstätte          | Die Gedenkstätte in dem Geburtshaus des Sozialdemokraten, Gewerkschafters und Widerstandskämpfers Wilhelm Leuschner (1890–1944) dokumentiert mit Dokumenten, Fotos und persönlichen Gegenständen aus dem Nachlass Leuschners den Lebensweg Leuschners als Politiker und Gewerkschafter der Weimarer Republik. | 2003                |                                                 | Moritzhöfen       | weitere Bilder |      |

## Ehemalige Museen
| Name                              | Kurzbeschreibung | gegründet/ eröffnet | geschlossen/ aufgelöst | Träger | Standort     | Bild           | Link |
| --------------------------------- | --- | ------------------- | ---------------------- | ------ | ------------ | -------------- | ---- |
| Bayreuther Feuerwehr-Museum       | Das zum 130-jährigen Bestehen der Freiwilligen Feuerwehr Bayreuth eröffnete Museum zeigte zahlreiche Exponate aus rund 150 Jahren Brandschutzgeschichte. | 1991                | 2021                   |        | Hauptwache   |                |      |
| Deutsches Schreibmaschinenmuseum  | Das Museum dokumentierte mit etwa 600 Objekten die Entwicklung der mechanischen Schreibgeräte vom einer Nachbildung der ersten funktionsfähigen Schreibapparat, der Mitterhoferschen Holzklaviatur von 1864, und frühen Serienmodellen der 1870er Jahre bis hin zu den heutigen elektronischen Geräten. Aufgrund des Umzugs ist das Museum derzeit im Depot eingelagert. Eine Neueröffnung am Schloss Thiergarten ist für Ende 2023 geplant. | 1936                | 2022                   |        | St. Georgen  | weitere Bilder |      |
| Johann Baptist Graser-Schulmuseum | Das Museum dokumentierte das Schulleben an der Graserschule seit ihrer Grüundung 1875 sowie das Leben und Wirken des von 1810 bis zu seinem Tode 1841 in Bayreuth ansässigen Pädagogen Johann Baptist Graser, nach dem die Schule benannt ist. Wegen einer Generalsanierung der Schule ist das Schulmuseum eingelagert und soll nach dem Umbau in veränderter Form neu eröffnet werden.                                                      | 2000                | 2020                   |        | Graserschule | weitere Bilder |      |